# فرانک اوکانر
فرانک اوکانر (به انگلیسی: Frank O'Connor) (زاده‌شده با نام مایکل فرانسیس اوکانر اوداناوان) (۱۷ سپتامبر ۱۹۰۳ - ۱۰ مارس ۱۹۶۶) نویسندهٔ ایرلندی بود که بیش از ۱۵۰ اثر بر جای گذاشت. او بیشتر به خاطر داستان‌های کوتاه و زندگی‌نامه‌هایش شناخته شده‌است. جایزه داستان کوتاه اوکانر که یکی از بلند بالا ترین جوایز ادبی می باشد به افتخار وی نامگذاری شده است.

## زندگی و حرفه
اوکانر در کُرک ایرلند به دنیا آمد. او در دهه ۱۹۳۰ در دوبلین به کتابداری، تدریس زبان ایرلندی و کارگردانی تئاتر مشغول بود. هنگامی که او در سال ۱۹۳۵ عضو هیئت مدیره تئاتر اَبی شد، توسط ویلیام باتلر ییتس شاعر سرشناس ایرلندی و دیگر اعضای انجمن ملی تئاتر ایرلندی شناخته شد. وی نخستین مجموعه داستان‌های کوتاهش را در سال ۱۹۳۱ منتشر کرد. اوکانر در سال ۱۹۵۰ دعوت‌ها برای تدریس در آمریکا را پذیرفت و به آن کشور رفت. او بیشتر عمرش را در آمریکا به تدریس و نوشتن گذراند و بسیاری از داستان‌های او برای نخستین بار در آمریکا منتشر شدند. از سال ۲۰۰۵ به افتخار وی، جایزه‌ای به نام جایزهٔ بین‌المللی داستان کوتاه اوکانر به بهترین مجموعه‌داستان‌های کوتاه اعطا می‌شود.

## ترجمه آثار اوکانر به فارسی
مجموعه داستان‌های کوتاه زیادی از فرانک اوکانر به زبان فارسی ترجمه و در ایران منتشر شده‌اند و مشهورترین داستان وی عقدهٔ ادیپ من نیز بارها در کتاب‌های مختلف ترجمه و چاپ شده‌است.
مجموعه داستانی تحت عنوان «نوازنده شیپوری که به ایرلند خیانت کرد» با ترجمه خانم مرضیه خسروی از سوی نشر روزگار ارائه شده‌است.